# Brandis (niedersächsisches Adelsgeschlecht)

Wappen derer von Brandis aus Niedersachsen

Brandis ist der Name eines alten Hildesheimer Stadtgeschlechts, das mit Hans Brandes im Jahr 1444 dort einwanderte. Die sichere Stammreihe beginnt mit Cord Brandis zu Alfeld (Leine) im Jahr 1383/1384, der vielleicht mit dem 1366 erwähnten Ratsmann Cord Brandes zu Gronau (Leine) bei Alfeld identisch ist.

## Adelserhebungen
- Reichsadelsstand und Wappenbestätigung am 2. März 1769 in Wien für Friedrich Christian Brandis, Gutsbesitzer in Döhren sowie kurfürstlich braunschweigisch-lüneburgischer Grenadier-Hauptmann.
- Königlich hannoverscher Freiherrnstand am 10. Juni 1856 in Hannover für Eberhard von Brandis, königlich hannoverscher General der Infanterie und Kriegsminister.
- Eintragung in das königlich sächsische Adelsbuch am 2. Mai 1907 für den königlich preußischen Leutnant a. D. Eberhard von Brandis.

## Wappen
Stammwappen (ältestes Siegel von 1469): Geteilt, oben in Gold ein wachsender schwarzer Zwölfenderhirsch, unten in Silber drei schwarze Schrägrechts-Balken. Auf dem Helm mit schwarz-silbernen Decken zwei auswärts geneigte schwarze und goldene schrägrechts geteilte Turnierlanzen bzw. Stäbe.

## Namensträger
- Henning Brandis (1454–1529), Bürgermeister in Hildesheim
- Tile Brandis (1511–1566), Bürgermeister in Hildesheim
- Joachim Brandis der Ältere (1516–1597), Bürgermeister in Hildesheim
- Joachim Brandis der Jüngere (1553–1615), Bürgermeister in Hildesheim und Stadtchronist
- Johann Friedrich Brandis (1760–1790), Jurist, Hochschullehrer in Göttingen
- Joachim Dietrich Brandis (1762–1845), Arzt
- Friedrich Brandis (1775–1854), Theologe, Generalsuperintendent
- Christian August Brandis (1790–1867), Philosoph, preußischer Gesandtschaftssekretär
- August von Brandis (Beamter) (1798–1878), deutscher Offizier und königlich hannoverscher Generalpostdirektor
- Eberhard Freiherr von Brandis (1795–1884), General der Infanterie und Kriegsminister des Königreichs Hannover
- Dietrich Brandis (1824–1907), Botaniker, Begründer der tropischen Forstwirtschaft
- Karl von Brandis (1827–1903), k. und . k., dann kgl. großbrit. Hauptmann a. D., Landdrost in Transvaal
- Georg von Brandis (1847–1904), Leutnant a. D., preuß. Kammerherr, Landrat
- August von Brandis (1859–1947), Maler und Zeichner
- Cordt Freiherr von Brandis (1874–1945), Generalleutnant
- Cordt von Brandis (1888–1972), Offizier und Freikorpsführer
- Georg Freiherr von Brandis (1948–2021), Generalmajor

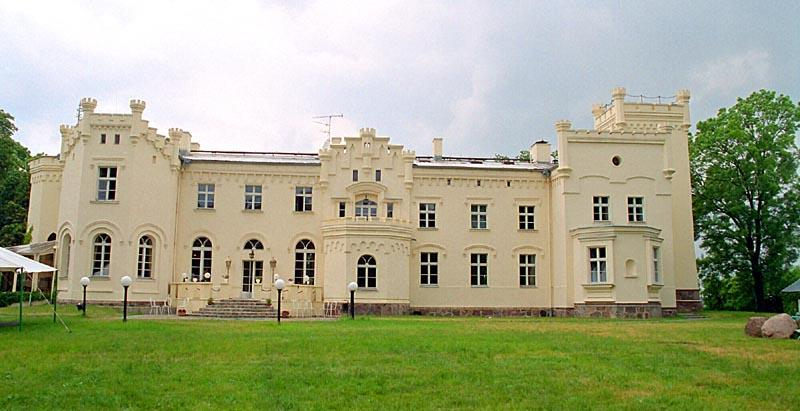
Neogotisches Herrenhaus Krześlice, (aus 1860)

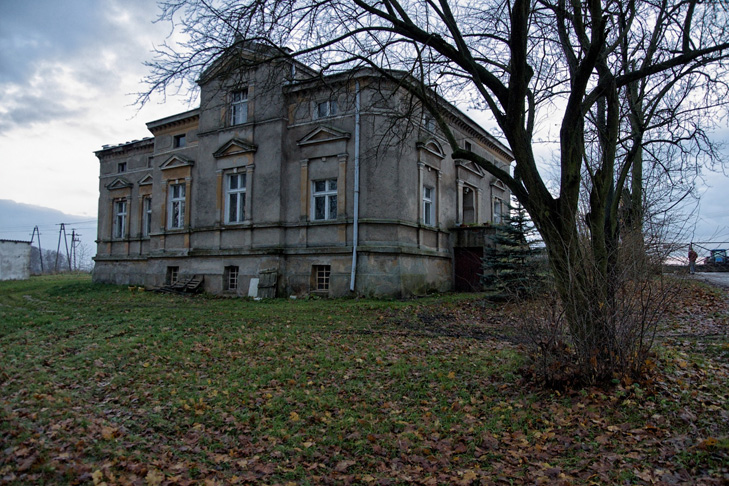
Ehemaliges Gutshaus von Jerzyn

## Besitz
An nennenswerten Großgrundbesitz der Familie ist nur Neuhaus an der Warthe nachgewiesen. Diesem erwarb der Landrat Georg von Brandis und wurde nachfolgend durch den Sohn aus erster Ehe mit Herta von Treskow-Dahlwitz, den Juristen Udo von Brandis (1876–1923) betreut. Neuhaus hatte einen Umfang von 2392 ha. Der jüngere Bruder des Vorgenannten, Bernhard von Brandis (* 1878) war Gutsherr in Krześlice samt Vorwerk Jerzyn, bei Posen.

## Gleichnamige Adelsgeschlechter
Das niedersächsische Briefadelsgeschlecht ist zu unterscheiden von dem bis heute blühenden Südtiroler Uradelsgeschlecht der Grafen zu Brandis und dem 1512 erloschenen schweizerischen Uradelsgeschlecht der Herren von Brandis.